# Envia moleque
Espèce
Envia moleque est une espèce d'araignées mygalomorphes de la famille des Microstigmatidae.

## Distribution
Cette espèce est endémique de l'État d'Amazonas au Brésil,. Elle se rencontre vers Manaus.

## Description
Le mâle holotype mesure 1,95 mm et la femelle paratype 2,58 mm, les mâles mesurent de 1,66 à 1,98 mm et les femelles de 1,9 à 2,71 mm.

## Étymologie
Cette espèce est nommée en l'honneur de José Augusto Pereira Barreiros qui utilisait l'expression « Égua, moleque ! ».

## Publication originale
- Miglio & Bonaldo, 2011 : On a second species of Envia Ott & Hoefer, 2003 (Araneae, Microstigmatidae), with notes on the sympatric type species. Zootaxa, no 2971, p. 33-39.